# Adrian Willaert
Adrian Willaert (ca. 1490 – 17. december 1562) var en flamsk komponist. 
Willaert har skrevet messer, madrigaler, samt andre instrumental- og vokalværker.